# Liste der Stolpersteine in Kronshagen

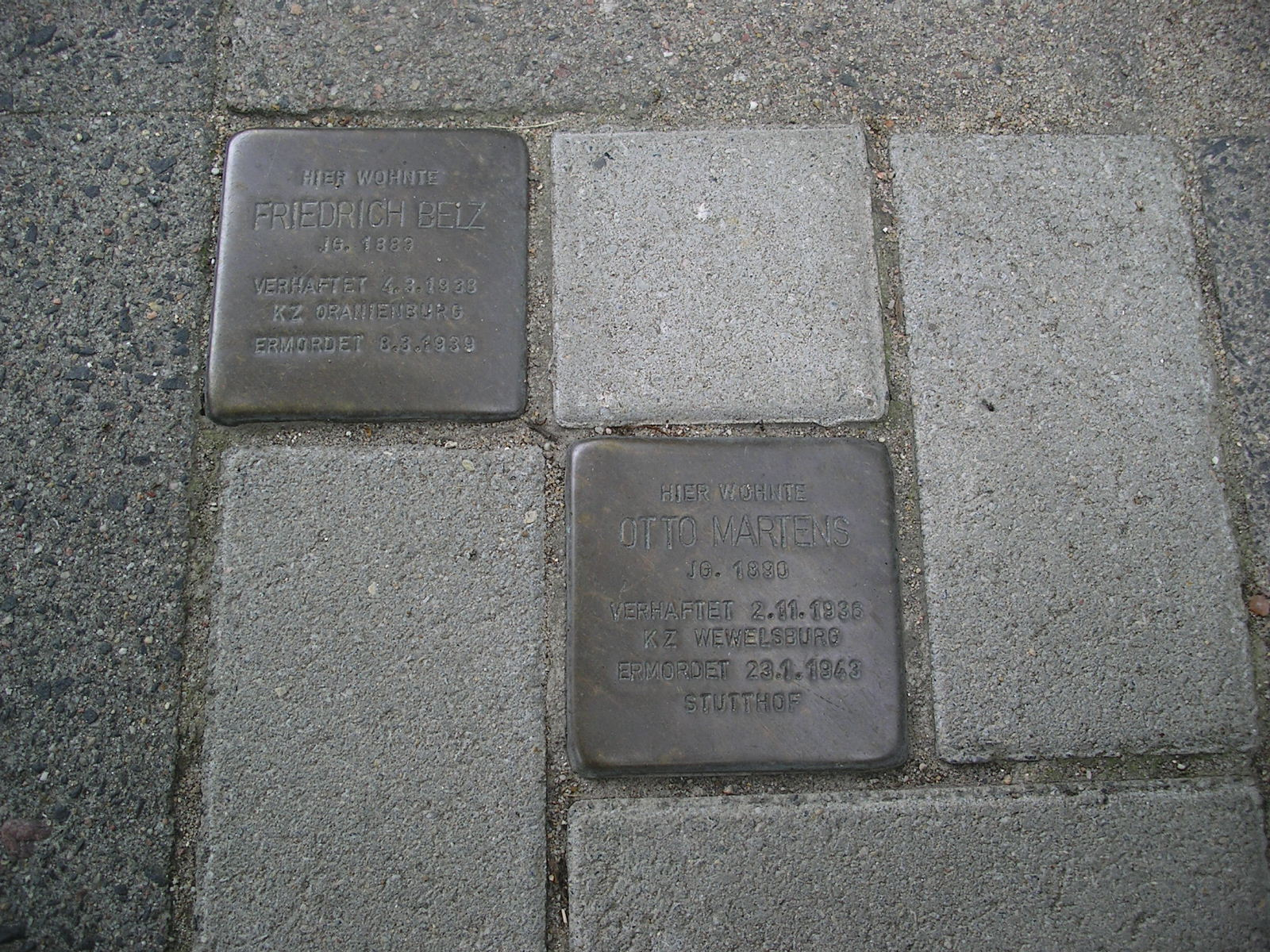
Stolpersteine in Kronshagen

Die Liste der Stolpersteine in Kronshagen gibt eine Übersicht über die vom Künstler Gunter Demnig verlegten Stolpersteine in der schleswig-holsteinischen Gemeinde Kronshagen. Die bisher einzigen beiden Stolpersteine wurden am 24. April 2009 verlegt; dies wurde von der Gesellschaft für Christlich-Jüdische Zusammenarbeit e. V. und der Stadt Kiel unterstützt.

## Liste der Stolpersteine
In Kronshagen wurden zwei Stolpersteine verlegt.
| Stolperstein | Inschrift                                                                                        | Verlegeort         | Name, Leben |
| ------------ | ------------------------------------------------------------------------------------------------ | ------------------ | --- |
|              | HIER WOHNTE FRIEDRICH BELZ GEB. 1883 VERHAFTET 4.3.1938 KZ ORANIENBURG ERMORDET 8.3.1939         | Kieler Straße 43 · | Friedrich Belz wurde am 2. Juni 1883 in Posen geboren. Er gehörte der 1933 verbotenen Religionsgemeinschaft Internationale Bibelforscher Vereinigung, bekannt als Zeugen Jehovas, an und war deren Zellenleiter. Er unterstützte bedürftige Glaubensbrüder und -schwestern. Beispielsweise gewährte er einer Frau Martens in seinem Gartenhaus unentgeltlich Unterkunft. Ihm wurden vom NS-Regime politische Umsturzabsichten unterstellt, seine missionarische Tätigkeit wurde als staatsgefährdend angesehen. Am 5. Oktober 1937 wurde die Wohnung von Friedrich Belz in der Kieler Straße 43 polizeilich durchsucht, er selbst wurde festgenommen. Zwar wurde er nach fünf Monaten Schutz- und Untersuchungshaft aufgrund mangelnder Beweise freigesprochen, dennoch erfolgte im März 1938 die Überstellung in das Konzentrationslager Sachsenhausen. Wie bei allen Zeugen Jehovas war auch seine Häftlingskluft mit dem lilafarbenen Winkel gekennzeichnet. Friedrich Belz kam am 8. März 1939 ums Leben. Als offizielle Todesursache wurde „Lungenentzündung“ eingetragen. |
|              | HIER WOHNTE OTTO MARTENS GEB. 1890 VERHAFTET 2.11.1936 KZ WEWELSBURG ERMORDET 23.1.1943 STUTTHOF | Kieler Straße 43 · | Otto Martens wurde am 11. März 1890 in Lübeck geboren. Er war Schiffbauingenieur, verheiratet und Zeuge Jehovas. Seine Frau, Ellen geborene Hellquist, stammte aus Schweden. Das Paar hatte eine Tochter. Die Familie lebte im Gartenhaus der Familie Belz in der Kieler Straße 43 unentgeltlich. Am 17. April 1935 wurde Otto Martens in Kiel verhaftet und wurde der Tätigkeit für die Internationale Bibelforscher-Vereinigung (IBV) beschuldigt, jedoch nach sieben Monaten entlassen. Ein Jahr später erfolgte die erneute Verhaftung, diesmal mit einem Gerichtsverfahren, welches zum Urteil von 18 Monaten Haft führte. Am Entlassungstag wurde Martens nicht freigelassen, sondern der Gestapo übergeben und in das KZ Niederhagen bei der Wewelsburg überstellt. Er meldete sich für eine Funktion in der Häftlingsselbstverwaltung, wurde Lagerältester und vertrat die Häftlinge gegenüber der SS. Otto Martens wurde am 7. September 1942 in das KZ Stutthof überstellt und kam dort am 23. Januar 1943 im Alter von 52 Jahren ums Leben. Die genaue Todesursache ist unbekannt. Auch das Schicksal von seiner Frau und seinem Kind ist ungeklärt, wahrscheinlich flohen sie nach Schweden. |

## Verlegedatum

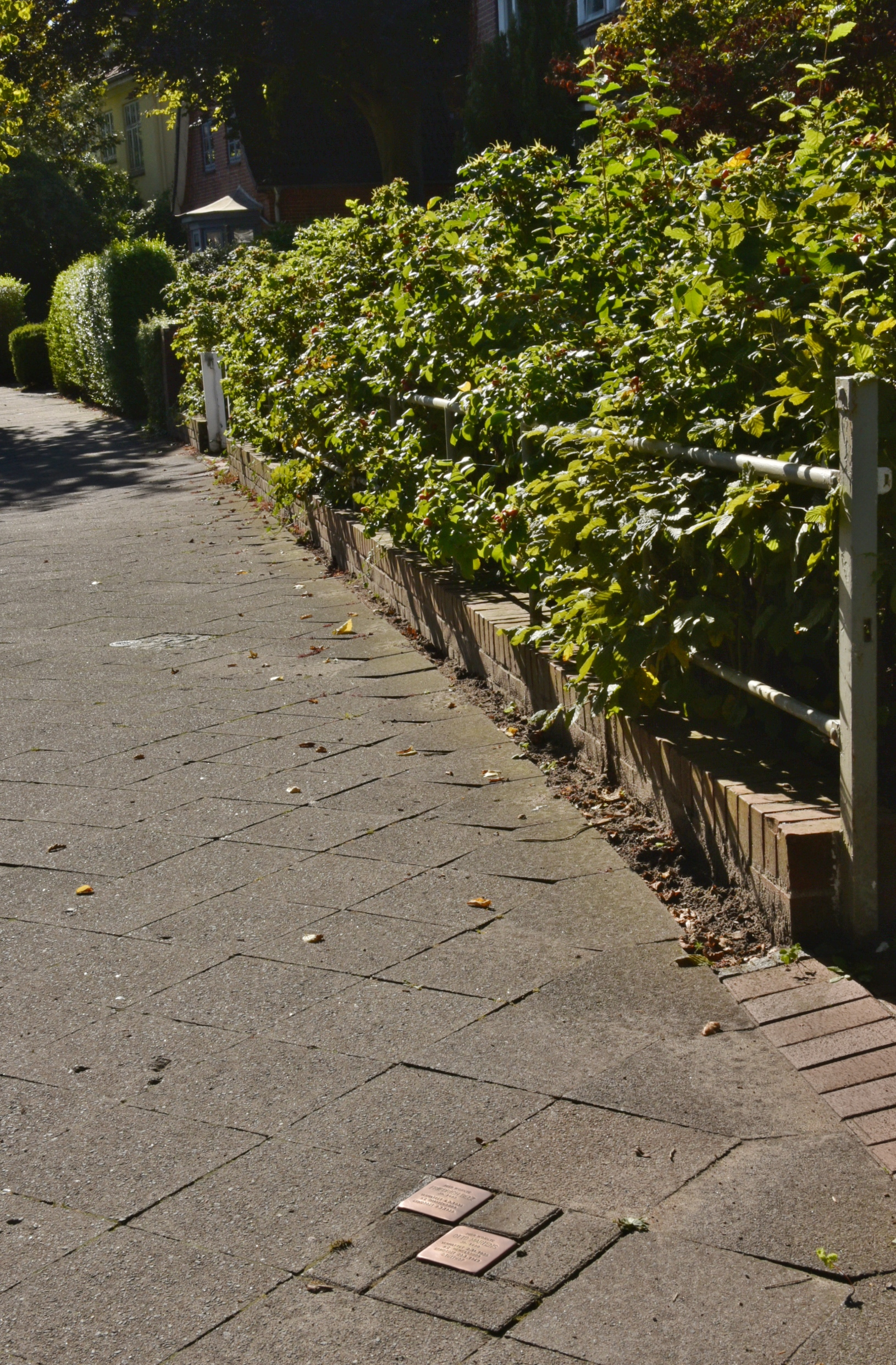
Verlegesituation

- 24. April 2009